# Acanthomyrmex foveolatus
Acanthomyrmex foveolatus is een mierensoort uit de onderfamilie van de Myrmicinae. De wetenschappelijke naam van de soort is voor het eerst geldig gepubliceerd in 1986 door Moffett.